# Le Directeur des postes
Le Directeur des postes (en russe : V potchovom otedelenii) est une nouvelle d'Anton Tchekhov, parue en 1883.

## Historique
Le Directeur des postes est initialement publié dans la revue russe Les Éclats, no 45, du 5 novembre 1883, sous le pseudonyme d’Antocha Tchékhonté. Nouvelle aussi traduite en français sous le titre À la poste.

## Résumé
Le Directeur des postes Sladkopertzev vient d’enterrer sa jeune épouse. Tout le monde est invité au repas de funérailles. Sladkopertzev loue la beauté et le caractère de sa défunte épouse. Tous l’approuvent. Il loue aussi sa fidélité ; quelques personnes toussent.
Il raconte comment lui, à soixante ans, a réussi à ce que sa femme, qui avait à peine vingt ans, n’aille pas à des « rendez-vous sauce provençale ». Il faisait courir le bruit qu’elle était la maîtresse du chef de la police. Comme tout le monde craint cette « bûche moustachue », les hommes ne restaient jamais en présence de sa femme de peur d’avoir des problèmes avec la police.

## Édition française
- Le Directeur des postes, traduit par Madeleine Durand et André Radiguet, in Œuvres I, Paris, Éditions Gallimard, coll. « Bibliothèque de la Pléiade » no 197, 1968  (ISBN 978-2-07-0105-49-6).